# Будівля Токійського столичного уряду
Токійська столична урядова будівля (яп. 東京都庁舎) чи Токійська мерія (яп. 都庁) — місце розташування Токійського столичного уряду, під керівництвом якого знаходяться не лише 23 особливих райони, але і всі містечка та селища Токіо.

## Короткі відомості
Розташоване в Сіндзюку. Було найвищою будівлею в Токіо в період з лютого 1991 року по січень 2007 року, коли цей титул перейшов до Midtown Tower.
Будівля являє собою комплекс з трьох структур, кожна з яких займає міський квартал. Найвищим і найпомітнішим є «Токійська урядова будівля № 1», 48-поверхова вежа яка розходиться на дві секції на 33-му поверсі. 
Проектуванням будівлі (яке повинно було нагадувати комп'ютерний чип) займався архітектор Кендзо Танґе (з асистентами). В архітектурі можна знайти багато символічних посилань, це стосується в першу чергу вищезгаданого розколу, який схожий з готичним собором. 
Оглядові майданчики на двох останніх поверхах обох веж доступні для безкоштовного відвідування. Там розташовані безліч сувенірних магазинів. Дозволено користуватися камерами без штативів.
Інші дві будівлі, 8-ми поверхова Токійська Столична Асамблея та 37-поверхова «Токійська урядова будівля № 2», створюють єдиний комплекс.